# Демские
Демские (Демсковы) — древний дворянский род, иностранного происхождения.
При подаче документов (1686) для внесения рода в Бархатную книгу была предоставлена родословная роспись Демских.

## История рода
Выехали из Литвы, первовыехавшего звали Войд Демской, от чего и пошла фамилия.
В первой четверти XVII столетия Станислав Демской владел поместьем в Угличском уезде. Иван Демской, иноземец, владел поместьем в Нижегородском уезде (1629). Смирной Григорьевич за службу и кровь получил денежную придачу (1613), московский дворянин (1627—1640), костромской помещик (1629), воевода в Сургуте (1647—1649), его дочь Марфа упоминается (1669) в числе девиц собранных для смотрин государя Алексея Михайловича.
Стольник Андрей Николаевич московский вотчинник (1675—1685),
Один представитель рода владел населённым имением (1699).

## Известные представители
- Демской Смирной Воинов — московский дворянин (1627—1640).
- Демской Никита Смирной — послан для смотра ефремовских детей боярских (1655), стольник (1658—1668),
- Демской Андрей Смирной — стряпчий (1672—1676), стольник (1677—1692), участвовал в Крымском походе завоеводчиком (1687)[6].